# Xerospiraea hartwegiana
Xerospiraea hartwegiana är en rosväxtart som först beskrevs av Per Axel Rydberg, och fick sitt nu gällande namn av J. Henrickson. Xerospiraea hartwegiana ingår i släktet Xerospiraea och familjen rosväxter. Inga underarter finns listade i Catalogue of Life.